# 1357
1357 (MCCCLVII) var ett normalår som började en söndag i den julianska kalendern.

## Händelser

### Januari
- 14 januari – Stilleståndet i Lödöse sluts mellan kung Magnus Eriksson och Erik Magnusson av Sverige.

### April
- 28 april – Fred sluts mellan kung Magnus och Erik i och med skiljedomen i Jönköping, varmed Erik erkänns som kung över en del av Sverige. Han blir kung över Skånelandskapen (utom norra Halland), Östergötland, Finland och delar av Småland, medan Magnus förblir kung över resten av riket.

### November
- 22 november – En uppgörelse nås mellan kung Magnus och Erik i Stockholm i och med Novemberuppgörelsen. I och med denna tillfaller även Södermanland, Västmanland, Dalarna, större delen av Uppland samt slottet Tre Kronor i Stockholm Erik.

## Födda
- Johan I, kung av Portugal 1385-1433.

## Avlidna
- 28 maj – Alfons IV av Portugal, kung av Portugal
- Ingeborg Eriksdotter av Norge, prinsessa av Norge och prinsessa av Sverige.
- Maria av Portugal, drottning av Kastilien.
- Tran Minh Tong, kejsare av Vietnam.